# Colombia i olympiska sommarspelen 1972
Colombia deltog med 59 deltagare vid de olympiska sommarspelen 1972 i München. Totalt vann de en silvermedalj och två bronsmedaljer.

## Medaljer

### Silver
- Helmut Bellingrodt - Skytte

### Brons
- Clemente Rojas - Boxning, fjädervikt.
- Alfonso Pérez - Boxning, lättvikt.